# Ritratto di Dorothy Savage, viscontessa Andover, e di sua sorella Elizabeth, Lady Thimbleby
Ritratto di Dorothy Savage, viscontessa Andover, e di sua sorella Elizabeth, Lady Thimbleby (Porträt der Ladies Elisabeth Thimbleby und Dorothy Viscountess Andover) è un dipinto in olio su una tela del pittore fiammingo Antoon van Dyck, sita alla National Gallery di Londra.